# Volley Talmassons 2020-2021
Questa voce raccoglie le informazioni riguardanti il Volley Talmassons nelle competizioni ufficiali della stagione 2020-2021.

## Organigramma societario
Area direttiva
- Presidente: Ambrogio Cattelan

Area tecnica
- Allenatore: Leonardo Barbieri
- Allenatore in seconda: Stefano Cinelli

## Rosa
| N° | Nome                 | Ruolo | Data di nascita   | Squadra |
| -- | -------------------- | ----- | ----------------- | ------- |
| 1  | Karin Barbazeni      | C     | 24 febbraio 1999  | Italia  |
| 3  | Maria Chiara Norgini | L     | 11 settembre 1998 | Italia  |
| 4  | Francesca Dalla Rosa | S     | 4 maggio 1998     | Italia  |
| 5  | Sharon Cristante     | P     | 19 agosto 2001    | Italia  |
| 6  | Daniela Nardini      | C     | 18 dicembre 1982  | Italia  |
| 7  | Monica Mazzoleni     | C     | 10 dicembre 1997  | Italia  |
| 8  | Hana Čutura          | S     | 10 marzo 1988     | Croazia |
| 9  | Cecilia Vallicelli   | P     | 25 settembre 1993 | Italia  |
| 11 | Irina Smirnova       | O     | 10 aprile 1990    | Russia  |
| 12 | Sofia Pagotto        | S     | 20 giugno 2000    | Italia  |
| 13 | Genni Ponte          | L     | 20 agosto 1996    | Italia  |
| 14 | Giulia Bartesaghi    | S     | 5 settembre 1998  | Italia  |
| 16 | Valentina Tirozzi    | S     | 26 marzo 1986     | Italia  |

## Risultati

### Serie A2

#### Girone di andata
| 1ª giornata - 20 settembre 2020 Palestra comunale, Talmassons      | Talmassons           | 2 - 3 | Adolfo Consolini | 22-25, 20-25, 25-17, 25-20, 13-15 |
| 3ª giornata - 4 ottobre 2020 PalaCollodi, Montecchio Maggiore      | Montecchio Maggiore  | 1 - 3 | Talmassons       | 15-25, 27-25, 18-25, 21-25        |
| 4ª giornata - 11 ottobre 2020 Palestra comunale, Talmassons        | Talmassons           | 1 - 3 | Olimpia Teodora  | 19-25, 15-25, 25-21, 23-25        |
| 5ª giornata - 15 ottobre 2020 PalaFontescodella, Macerata          | Helvia Recina        | 3 - 2 | Talmassons       | 28-26, 13-25, 25-20, 23-25, 15-13 |
| 6ª giornata - 18 ottobre 2020 PalaCesari, Cutrofiano               | Cutrofiano           | 3 - 2 | Talmassons       | 25-19, 25-21, 23-25, 19-25, 15-12 |
| 7ª giornata - 25 ottobre 2020 Palestra comunale, Talmassons        | Talmassons           | 3 - 0 | Soverato         | 25-21, 25-14, 25-21               |
| 8ª giornata - 1º novembre 2020 Palazzetto dello sport, Martignacco | Libertas Martignacco | 3 - 0 | Talmassons       | 25-21, 25-21, 26-24               |
| 9ª giornata - 8 novembre 2020 Palestra comunale, Talmassons        | Talmassons           | 2 - 3 | Megavolley       | 21-25, 29-27, 20-25, 25-22, 12-15 |

#### Girone di ritorno
| 10ª giornata - 15 novembre 2020 Palazzetto dello Sport, San Giovanni in Marignano | Adolfo Consolini | 2 - 3 | Talmassons           | 27-29, 22-25, 26-24, 25-13, 6-15 |
| 12ª giornata - 29 novembre 2020 Palestra comunale, Talmassons                     | Talmassons       | 3 - 1 | Montecchio Maggiore  | 25-23, 15-25, 25-16, 25-20       |
| 13ª giornata - 6 dicembre 2020 PalaCosta, Ravenna                                 | Olimpia Teodora  | 3 - 0 | Talmassons           | 25-20, 25-22, 25-12              |
| 14ª giornata - 10 gennaio 2021 Palestra comunale, Talmassons                      | Talmassons       | 1 - 3 | Helvia Recina        | 24-26, 17-25, 25-22, 22-25       |
| 15ª giornata - 13 dicembre 2020 Palestra comunale, Talmassons                     | Talmassons       | 0 - 3 | Cutrofiano           | 14-25, 17-25, 21-25              |
| 16ª giornata - 19 dicembre 2020 PalaScoppa, Soverato                              | Soverato         | 3 - 1 | Talmassons           | 25-17, 17-25, 25-17, 25-17       |
| 17ª giornata - 17 gennaio 2021 Palestra comunale, Talmassons                      | Talmassons       | 1 - 3 | Libertas Martignacco | 22-25, 21-25, 25-23, 23-25       |
| 18ª giornata - 24 gennaio 2021 PalaDionigi, Vallefoglia                           | Megavolley       | 3 - 0 | Talmassons           | 25-14, 25-18, 25-19              |

### Pool salvezza

#### Girone di andata
| 1ª giornata - 28 febbraio 2021 Centro Pavesi, Milano       | Club Italia | 3 - 1 | Talmassons     | 25-21, 13-25, 25-21, 25-16 |
| 2ª giornata - 7 aprile 2021 Palestra comunale, Talmassons  | Talmassons  | 3 - 1 | Montale        | 25-19, 33-31, 21-25, 25-19 |
| 3ª giornata - 12 aprile 2021 Palestra comunale, Talmassons | Talmassons  | 3 - 0 | Hermaea        | 25-16, 25-21, 25-23        |
| 4ª giornata - 17 marzo 2021 PalaRuffini, Torino            | CUS Torino  | 3 - 0 | Talmassons     | 27-25, 25-17, 25-20        |
| 5ª giornata - 31 marzo 2021 Palestra comunale, Talmassons  | Talmassons  | 3 - 0 | Futura Giovani | 25-23, 25-22, 25-23        |

#### Girone di ritorno
| 6ª giornata - 2 maggio 2021 Palestra comunale, Talmassons         | Talmassons     | 2 - 3 | Club Italia | 19-25, 25-21, 19-25, 25-20, 13-15 |
| 7ª giornata - 3 aprile 2021 Palestra Magagni, Castelnuovo Rangone | Montale        | 1 - 3 | Talmassons  | 25-22, 21-25, 21-25, 18-25        |
| 8ª giornata - 11 aprile 2021 Palestra Comunale, Golfo Aranci      | Hermaea        | 0 - 3 | Talmassons  | 28-30, 21-25, 22-25               |
| 9ª giornata - 18 aprile 2021 Palestra comunale, Talmassons        | Talmassons     | 2 - 3 | CUS Torino  | 17-25, 19-25, 25-20, 25-23, 7-15  |
| 10ª giornata - 25 aprile 2021 Palazzetto San Luigi, Busto Arsizio | Futura Giovani | 3 - 1 | Talmassons  | 24-26, 25-23, 25-15, 25-18        |